# 宾州南桥
宾州南桥，位于中国广西壮族自治区宾阳县宾州镇南街与三联街交接处，为一个省级文物保护单位，类型为古建筑，为第六批广西壮族自治区文物保护单位，公布时间为2009年5月4日。
宾州南桥的历史年代为明。